# 78 Ursae Majoris
Désignations
78 Ursae Majoris (en abrégé 78 UMa) est une étoile binaire de la constellation boréale de la Grande Ourse. Elle est visible à l'œil nu avec une magnitude apparente de 4,93. D'après la mesure de sa parallaxe annuelle par le satellite Hipparcos, le système est distant d'environ ∼ 83 a.l. (∼ 25,4 pc) de la Terre. Il se rapproche du Système solaire à une vitesse radiale de −5 km/s. Il est membre du groupe mouvant de la Grande Ourse.
Les deux étoiles de 78 Ursae Majoris ont été résolues pour la première fois par S. W. Burnham en 1894. Elles orbitent l'une autour de l'autre selon une période d'environ 105 ans et avec une excentricité de 0,39. Leur demi-grand axe a une taille angulaire de 1,2 seconde d'arc et le plan orbital est incliné de 47°.
La composante primaire, désignée 78 UMa A, est une étoile jaune-blanc de la séquence principale de type spectral F2V et de magnitude 5,02. Elle est estimée être âgée de 785 millions d'années et elle est 1,34 fois plus massive que le Soleil. L'étoile tourne sur elle-même à une vitesse de rotation projetée de 92 km/s et il lui faut environ 19 heures pour compléter une rotation. Son rayon est 62 % plus grand que le rayon solaire, elle est 5,75 fois plus lumineuse que le Soleil et sa température de surface est de 6 908 K.
La composante secondaire, 78 UMa B, a une magnitude visuelle de 7,88. Il s'agit d'une naine jaune de type spectral G6V et c'est une variable suspectée.